# 코르처주

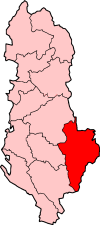
코르처 주의 위치

코르처주(알바니아어: Qarku i Korçës)는 알바니아 남동부에 위치한 주로 주도는 코르처이며 면적은 3,711km2, 인구는 266,322명(2001년 기준)이다. 북동쪽으로는 마케도니아 공화국, 남동쪽으로는 그리스와 국경을 접하고 있고 남서쪽으로는 지로카스터르 주, 서쪽으로는 베라트 주, 북서쪽으로는 엘바산 주와 접한다. 알바니아에서 면적이 가장 넓은 주이며 4개 현(데볼 현, 콜로녀현, 코르처현, 포그라데츠 현)을 관할한다.

## 인구
| 연도  | 인구    | ±%     |
| ----- | ------- | ------ |
| 1950  | 176,997 | —      |
| 1960  | 192,630 | +8.8%  |
| 1969  | 228,675 | +18.7% |
| 1979  | 267,378 | +16.9% |
| 1989  | 311,448 | +16.5% |
| 2001  | 265,182 | −14.9% |
| 2011  | 220,357 | −16.9% |
| 2023  | 173,091 | −21.4% |
| 출처: |         |        |

## 같이 보기
- 알바니아의 행정 구역